# Kanton Roubaix-Centre
Roubaix-Centre (Nederlands: Roubaix-Centrum) is een voormalig kanton van het Franse Noorderdepartement. Het kanton maakte deel uit van het arrondissement Rijsel.
Het kanton omvatte uitsluitend een deel van de gemeente Roubaix.